# Eugeniusz Lokajski
Eugeniusz Zenon Lokajski (14 décembre 1908,, Varsovie - 25 septembre 1944, Varsovie) est un athlète, gymnaste et photographe polonais. En tant que sportif, Lokajski est remarquable pour son palmarès au javelot. 
Il a participé aux Jeux olympiques d'été de 1936 de Berlin.
Lors de l'invasion de la Pologne en 1939, il est enrôlé dans l'Armée polonaise. Capturé par les Soviétiques, il réussit cependant à s'échapper pour Varsovie où il retrouve sa famille et ouvre un magasin de photographie.
Lorsqu'éclate l'Insurrection de Varsovie en août 1944, il rejoint les rangs des insurgés et prend plus d'un millier de photographies afin de documenter l'Insurrection. Son travail constitue une valeur inestimable pour les historiens.
Le 25 septembre 1944 à la fin de l'insurrection, il est pris dans un bombardement d'artillerie et est tué dans l'effondrement d'une maison. 
Une rue porte son nom dans le quartier d'Ursynow à Varsovie.

## Biographie
Eugeniusz Lokajski adhère au club sportif Warszawianka, il commence à s'entraîner dans différentes disciplines, comme la natation, la course et le football. Au début, il voulait joindre la section consacrée au javelot, mais l'entraîneur le refuse. En 1928, il passe son diplôme de baccalauréat au lycée Mikołaj Rej et puis fait son service militaire dans l'Armée polonaise. Après avoir passé les examens de l'école de réserve NCO à Zambrów, Lokajski va à l'Université d’Éducation Physique Józef Piłsudski (le principal centre d'éducation sportive de Pologne) de Bielany, à Varsovie.
En 1932, il revient au club Warszawianka et devient l'un de ses athlètes les plus remarquables. Il a du succès en course de haies, saut en longueur, saut en hauteur et en décathlon, il est finalement accepté dans la section javelot. En 1934, il devient Champion de Pologne en lancer de javelot et en gymnastique, titre qu'il obtient aussi l'année suivante. 
Son record de javelot de 1936 (73,27 mètres, établi durant un duel avec Walter Turczyk de Poznań) se retrouve invaincu pendant 17 ans, bien longtemps après sa mort. En cette année 1936, c'était la troisième performance dans le monde. En 1935, il est membre de l’Équipe polonaise à l'Universiade de Budapest et gagne la médaille d'argent du lancer de javelot. Il participe aux Jeux olympiques d'été de 1936 à Berlin. Cependant, durant un entraînement il se fait une blessure au muscle de l'omoplate ce qui l'empêche de donner son maximum. Son résultat (66,36 m) lui obtient la septième place. Après les JO, sa blessure est plus sérieuse qu'il n'y paraissait aussi doit-il mettre un terme à sa carrière sportive. En 1937, il fait une brève apparition dans l'équipe nationale de Pologne et il est compté dans l'équipe polonaise pour les Jeux olympiques d'été de 1940 à Tokyo, mais ensuite il se retire finalement du monde sportif et doit passer plusieurs mois dans différents hôpitaux. De plus, une maladie de l'oreille l'oblige à subir plusieurs opérations chirurgicales et, pour l'une d'entre elles, il subit une trépanation.
Enrôlé dans l'Armée polonaise au moment de l'invasion de la Pologne en 1939, Lokajski sert comme commandant de peloton dans le 35e Régiment d'Infanterie polonais. Après la bataille de Brest-Litovsk il est fait prisonnier de guerre par les Soviétiques, mais il réussit à s'échapper pour Varsovie, ce qui très certainement lui épargne le sort des autres officiers polonais, assassinés pas les Soviétiques pendant le massacre de Katyń. 
A Varsovie, il retrouve sa famille et ouvre un magasin de photographie. À la même époque il travaille comme professeur dans une des universités clandestines qui enseignaient secrètement à Varsovie. Après que son frère, Józef Lokajski, soit tué par les Allemands, Eugeniusz reprend du service dans une unité de l'Armia Krajowa, où il sert comme responsable du transport des armes et des munitions. Là, il sert avec distinction et on le connaît sous le nom de lieutenant Brok.
Au début de l'Insurrection de Varsovie, Lokajski et sa sœur rejoignent ensemble la compagnie Koszta, le personnel de l'unité de défense des commandants de la zone de Śródmieście. Stefan Mich Kmita, commandant de cette unité, qui connaissait Lokajski avant la guerre, décide de faire appel à ses talents de photographe et l'équipe d'un appareil photo. 
À partir de ce moment-là, Lokajski commence à prendre des clichés de l'Insurrection. Pendant les 63 jours de l'Insurrection, Lokajski a fait plus d'un millier de photos et chacune d'elles est d'une valeur inestimable pour les historiens. 
Après le 30 août, quand les forces polonaises se retrouvent à court d'officiers professionnels, Lokajski se voit attaché au 2nd peloton de la compagnie Koszta et à son officier de commandement. Parmi les plus importantes escarmouches auxquelles prend part son unité, on compte la malheureuse tentative de réunion des forces combattantes de la Vieille ville avec celles du centre ville. Son unité est la seule à atteindre la zone prévue de ses opérations, mais elle doit se retirer car aucune des autres unités n'est parvenue à en faire autant.
Après l'action, l'unité de Lokajski est retirée à l'arrière et devient la réserve tactique du QG, utilisée pour remplir les trous sur les lignes polonaises. Parmi les combats les plus importants auxquels Lokajski prend part, il y a la lutte pour les barricades de la rue Chmielna, ainsi que pour le bureau de poste principal, au cours de laquelle il parvient à reprendre le bâtiment perdu et à capturer 18 prisonniers de guerre allemands. Bien que son unité soit décimée et isolée dans les ruines sans ressources de nourriture ou de munitions, Lokajski tient bon avec ses hommes jusqu'à l'arrivée du renfort - 48 heures plus tard. Vers la fin de l'Insurrection, le 25 septembre 1944, Lokajski est attaché au quartier général de l'Armia Krajowa en tant que photographe. Sa tâche principale est de préparer des photos d'importants soldats de l'AK pour forger de faux documents allemands, ce qui leur permettrait d'échapper à la captivité et de continuer la lutte. Manquant de matériel, Lokajski se rend au 129 de la rue Marszałkowska. Pris dans un barrage d'artillerie, il est tué par l'effondrement de la maison. Ce n'est qu'en mai 1945 que son corps est exhumé des décombres et enterré dans le Cimetière de Powązki, parmi les autres sportifs polonais tués pendant la Seconde Guerre mondiale. Après la guerre une collection de photos illustrant l'Insurrection a été retrouvée à Varsovie, bien cachée dans une des maisons en ruines.
Une rue porte son nom dans le quartier d'Ursynow, à Varsovie.

## Collection
La collection de ses 840 photographies illustrant l'Insurrection ainsi que quelques clichés pris avant la guerre ont été publiés le 4 février 2008, dans un album de 500 pages, grâce aux efforts conjoints de sa sœur Zofia Domańska et du Musée de l'Insurrection de Varsovie.
Quelques photos prises par Lokajski:

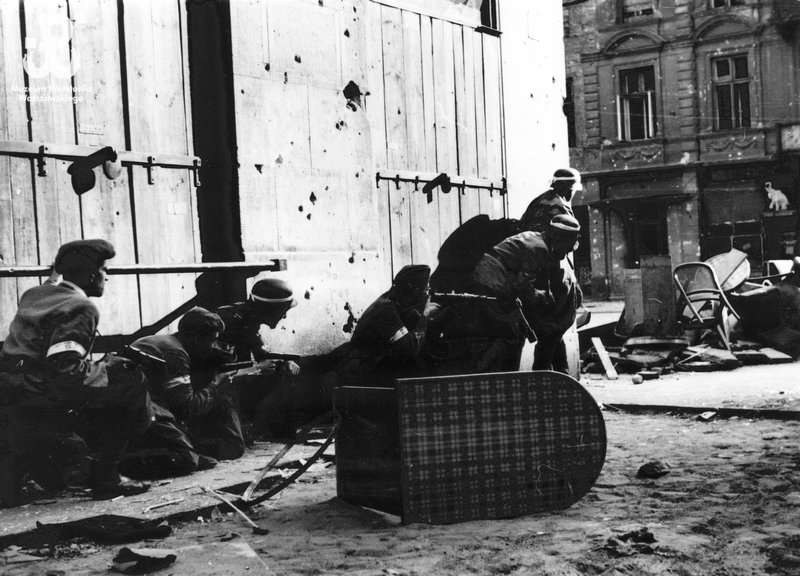
Soldats de l'AK se préparant pour une attaque
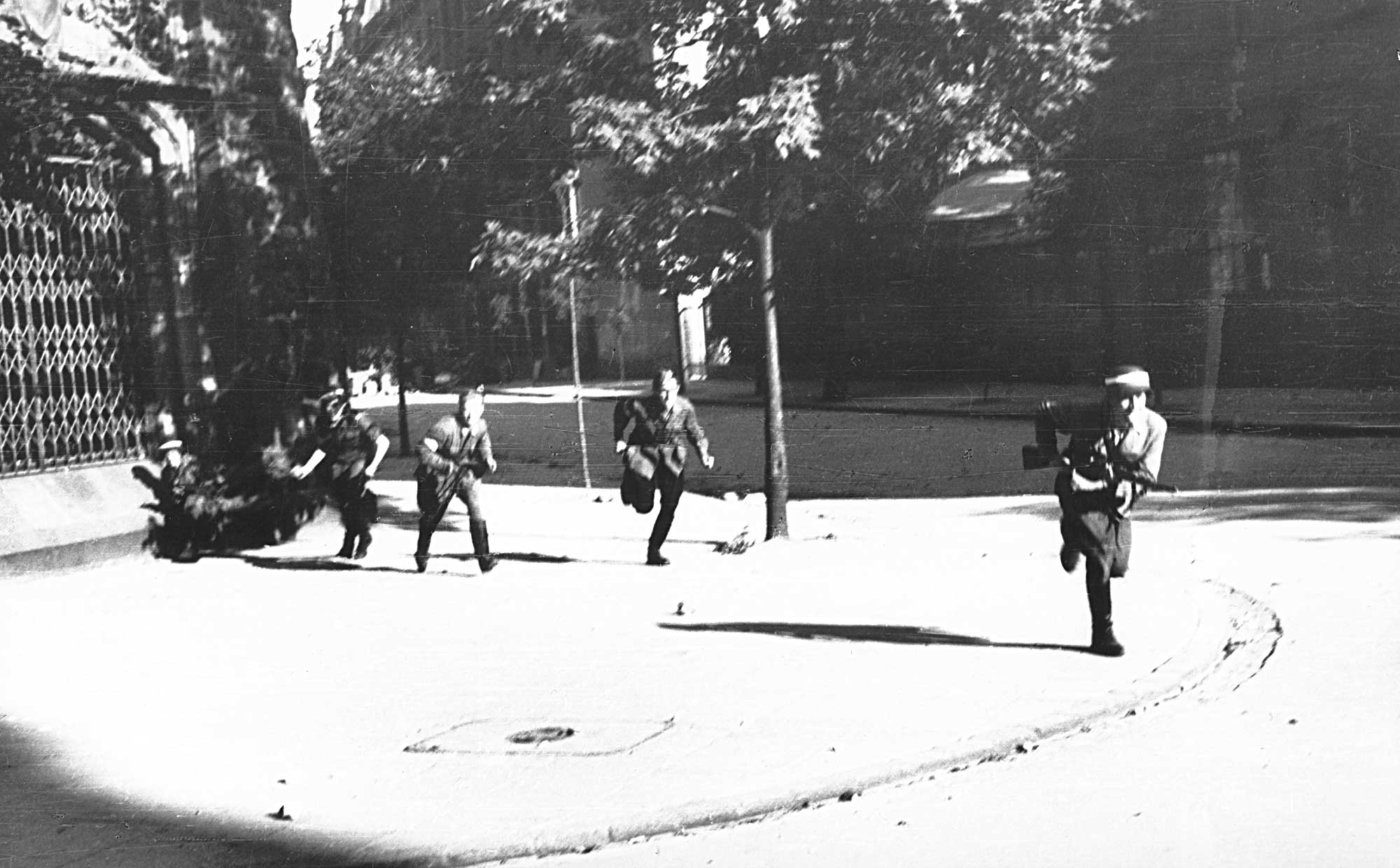
Assaut (3 août 1944)
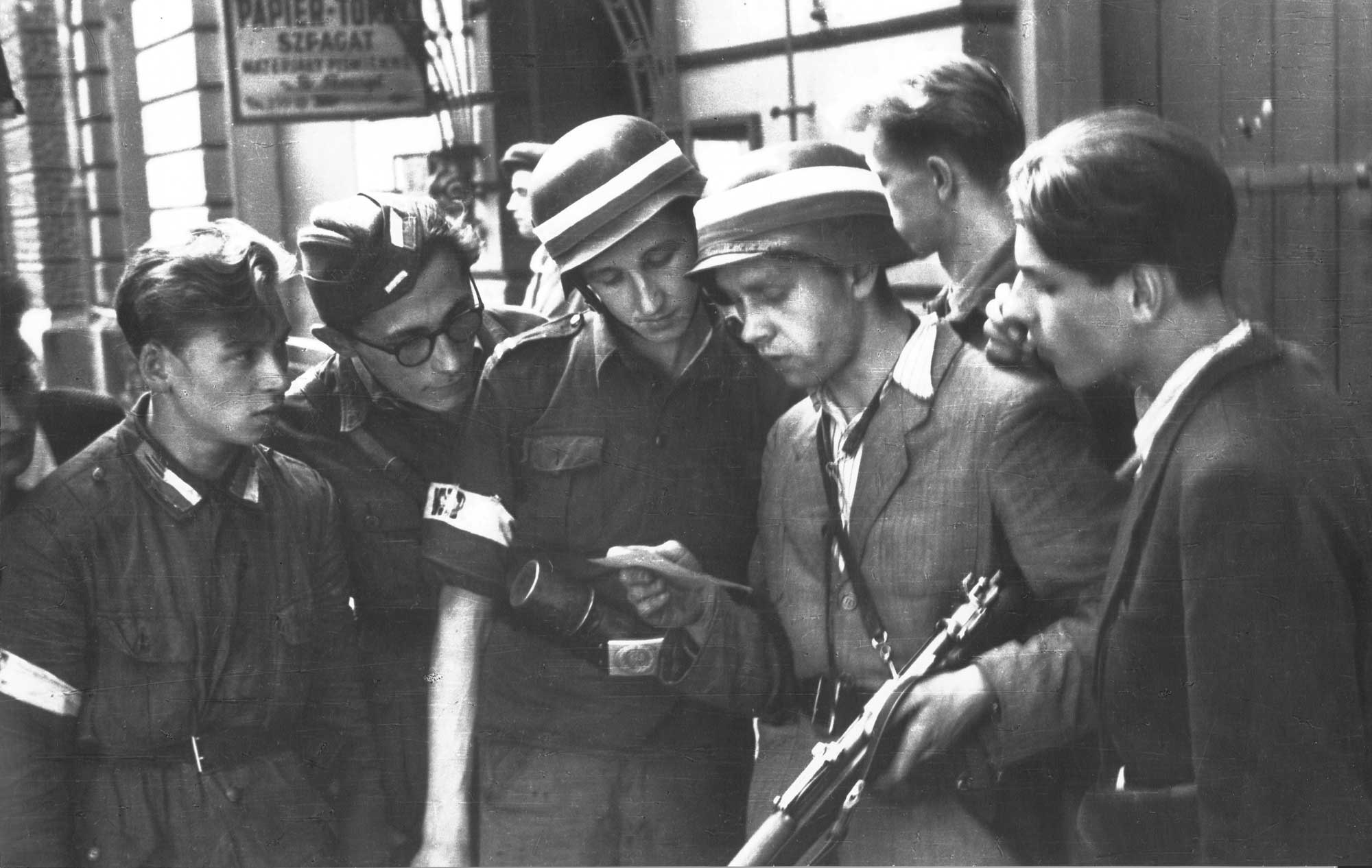
Soldats polonais lisant un tract allemand pendant l'Insurrection de Varsovie
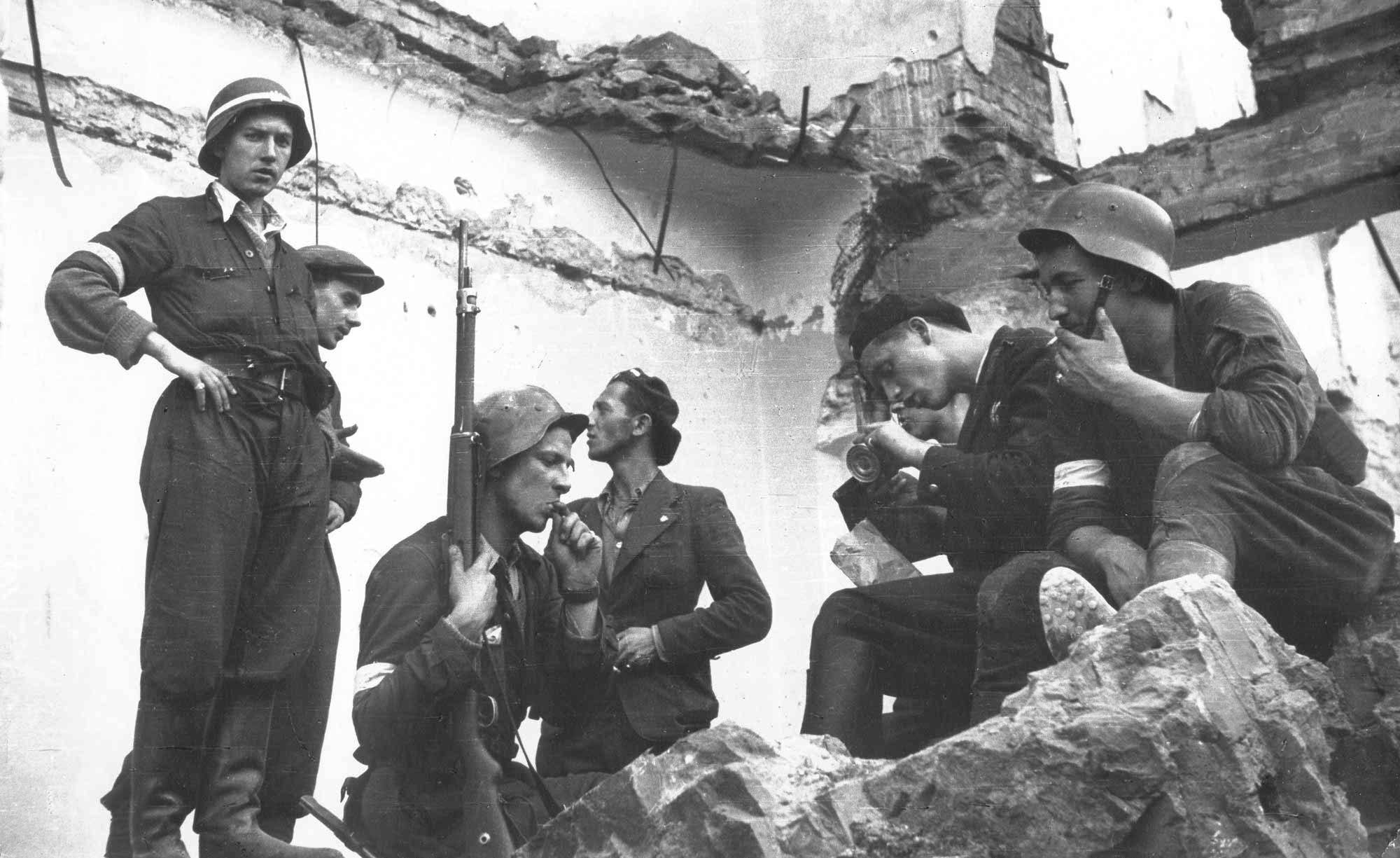
Après la bataille
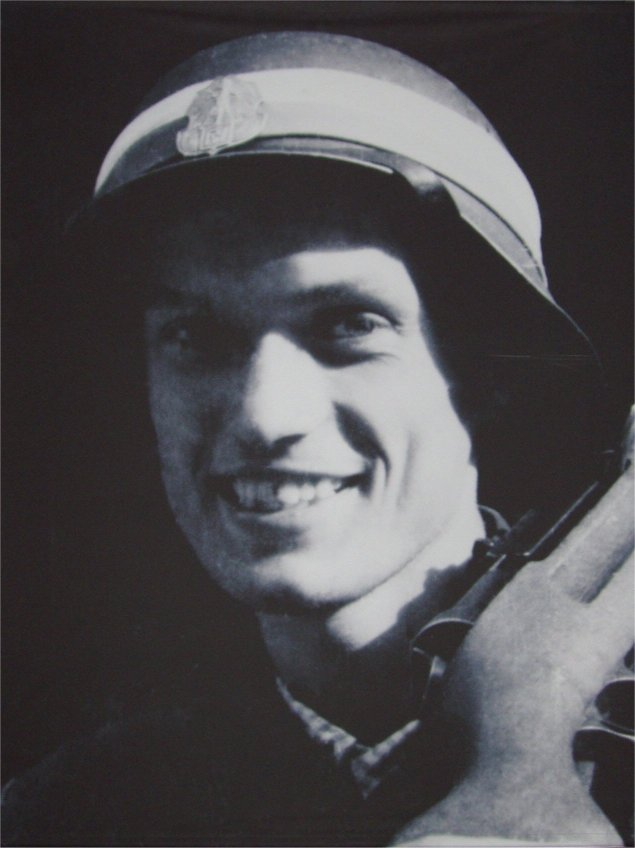
Portrait de Jerzy Tyczyński
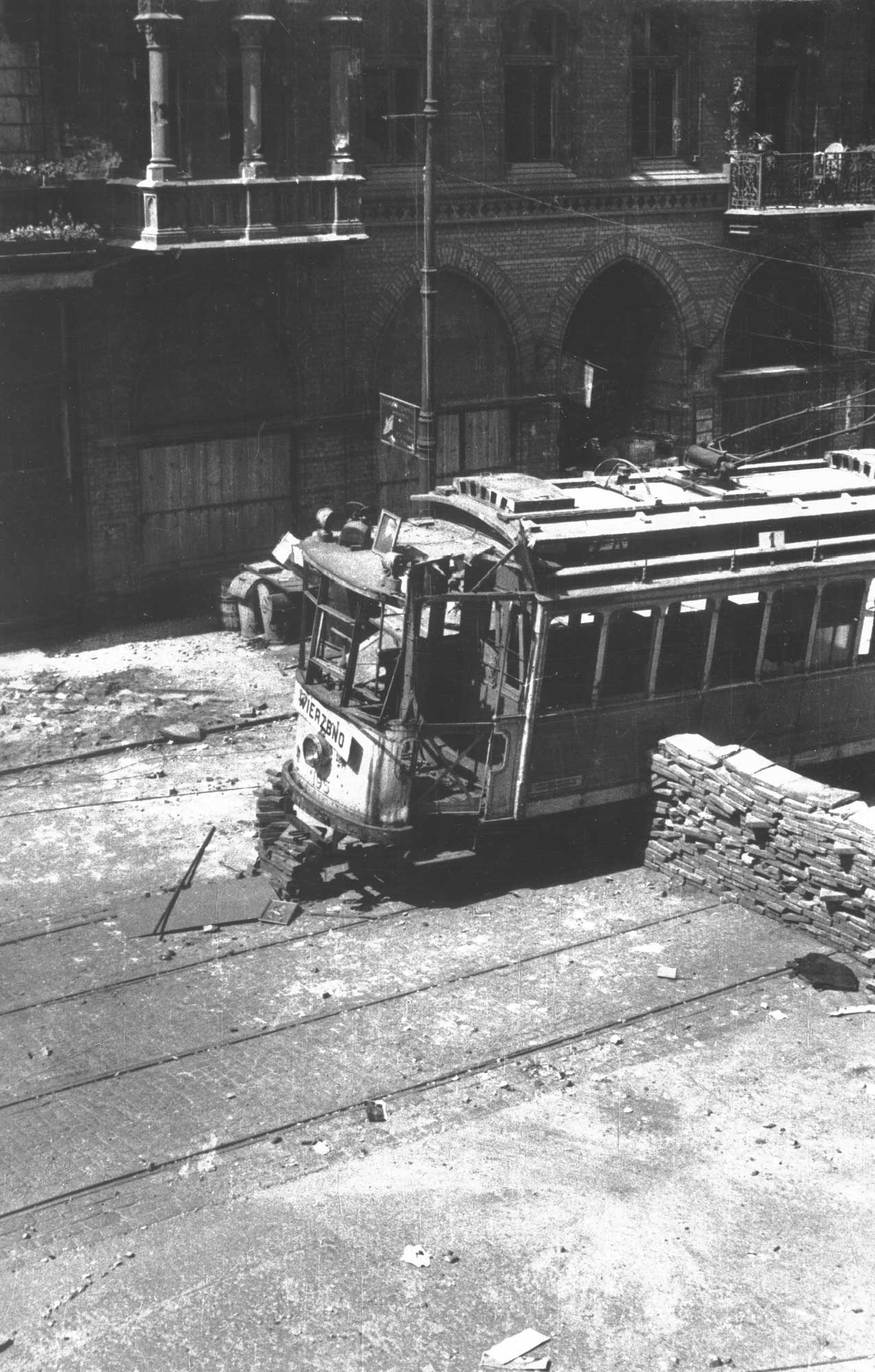
Rue Marszałkowska
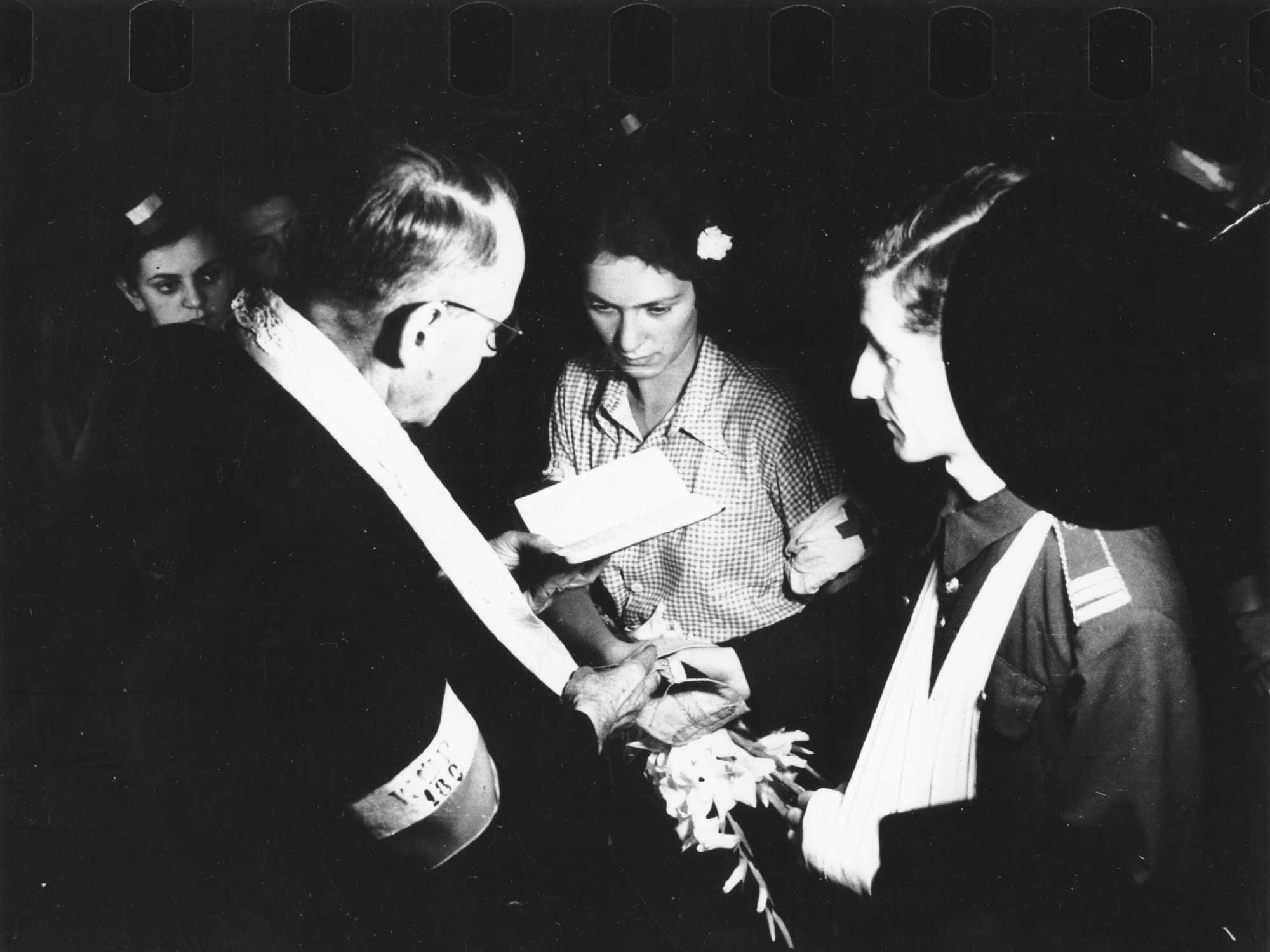
Mariage
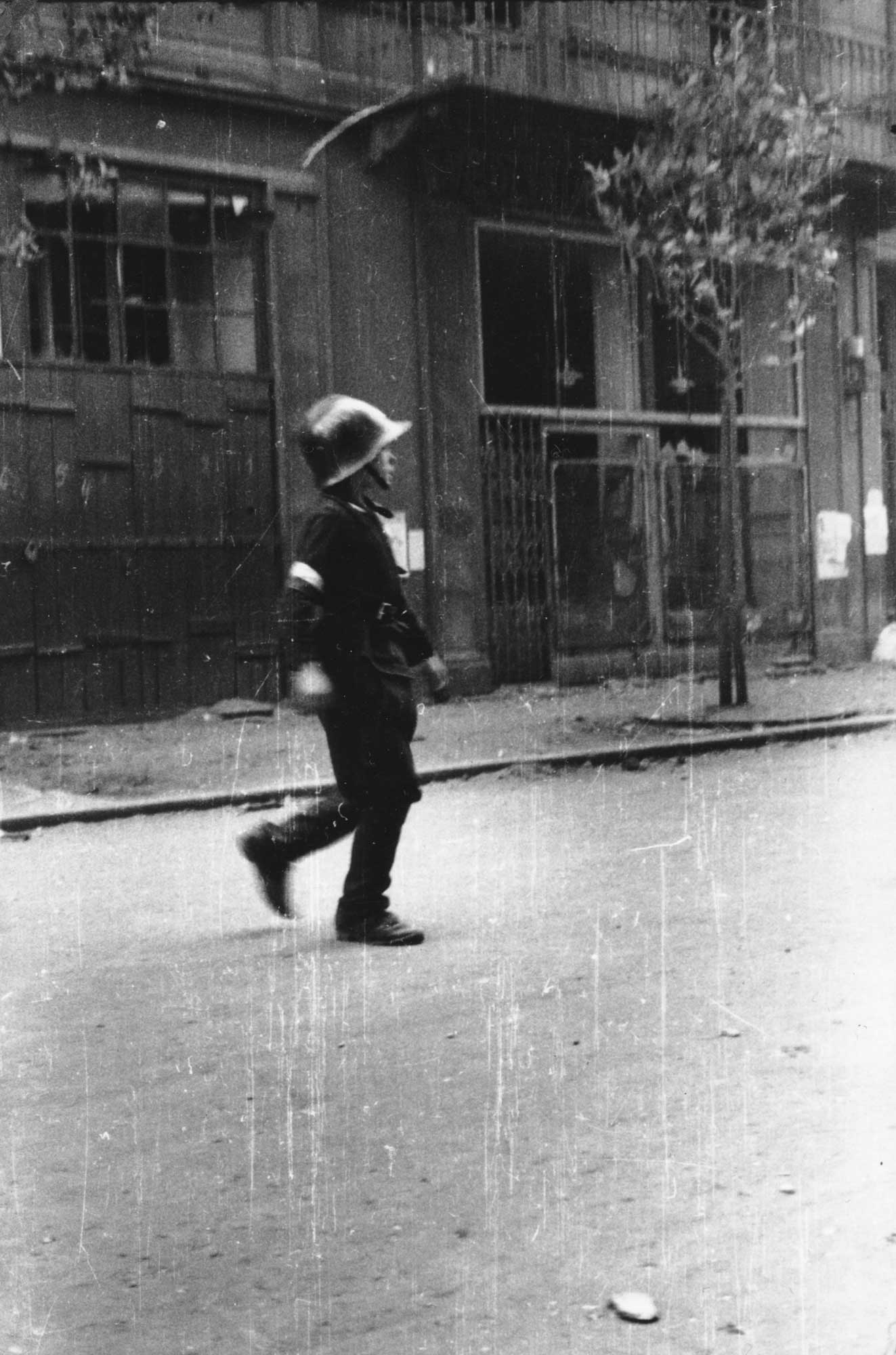
L'agent de liaison Kędziorek (1944)